# Думитрешти (Јаломица)
Думитрешти (рум. Dumitrești) насеље је у Румунији у округу Јаломица у општини Ваља Чориј. Oпштина се налази на надморској висини од 24 m.

## Становништво
Према подацима из 2002. године у насељу је живело 172 становника, од којих су сви румунске националности.